# X-5 (音楽グループ)
X-5（エックスファイブ）は韓国の5人組男性アイドルグループ。
2011年4月22日にアルバム『XENOS』で韓国デビュー。OPEN WORLDエンターテイメント 所属。長身アイドル（長身ドル）とも言われている。

## 来歴
- コン、ヘウォンは元々三銃士（3chongsa）のメンバーで活動していた。
- ジン、ソルフは大国男児も所属していたシン（Xing）のメンバーとして活躍していた。
- テプンはオーディションで合格し、X-5に加入。
- 2012年12月5日　所属事務所との契約解除で事実上解散。

## メンバー

### コン
- ハングル表記：건　英語表記：GHUN
- 本名：ソン・ヒョンソク(손현석)
- 1989年11月30日生まれ、身長183cm、体重67kg、A型
- リーダー、ヴォーカル
- 笑顔が印象的
- 2014除隊

### テプン
- ハングル表記：태풍　英語表記 TAEFUNG
- 本名：イ・ドンヒョン(이동현)
- 1991年4月28日生まれ、身長185cm、64kg、AB型
- メインヴォーカル
- ずば抜けた歌唱力の持ち主

### ヘウォン
- ハングル表記：해원　英語表記 HAEWON
- 本名：チョン・ヘウォン(정해원)
- 1991年6月20日生まれ、身長186cm、70kg、A型
- ヴォーカル
- セクシーな目元が印象的

### ジン
- ハングル表記：진　英語表記 ZIN
- 本名：ジン・ヒョンジン(진현진)
- 1993年7月20日生まれ、身長189cm、67kg、A型
- ラップ
- メンバー内で一番背が高い

### ソルフ
- ハングル表記：설후　英語表記 SULHU
- 本名：キム・ジンワン(김진완)
- 1995年9月7日生まれ、身長188cm、64kg、A型
- ラップ
- 身長が伸び続けているのが悩み
- マンネ